# Шиффланж
Шиффланж (люксемб. Schëffleng, фр. Schifflange, нім. Schifflingen) — місто в Люксембурзі, що утворює собою окрему комуну. Входить до складу кантону Еш-сюр-Альзетт в окрузі Люксембург.

## Географія
Площа території комуни становить 7,71 км² (111-е місце за цим показником серед 116 комун Люксембургу).
Найвища точка комуни над рівнем моря — 406 метрів (53-є місце за цим показником серед комун країни), найнижча — 275 метрів (84-е місце).

## Демографія
Станом на 2011 рік на території комуни мешкало 8 653 ос.
Динаміка чисельності населення: